# Satta
Satta is een geslacht van spinnen uit de familie wolfspinnen (Lycosidae).

## Soorten
De volgende soorten zijn bij het geslacht ingedeeld:
- Satta cannibalorum Lehtinen & Hippa, 1979